# Torbjörn Iwan Lundquist
Torbjörn Iwan Lundquist (født 30. september 1920 i Stockholm, død 1. juli 2000 i Grillby, Sverige) var en svensk komponist, dirigent og musikolog.
Lundquist studerede til musikolog på Uppsala Universitet, og fik kompositionsundervisning af Dag Wiren. Senere studerede han direktion hos Otmar Suitner i Østrig. Han skrev ni symfonier, sinfonietta, orkesterværker, kammermusik, koncertmusik, korværker, jazzmusik etc. Han var leder og dirigent for sit eget kammerorkester, og havde en aktiv karriere som sådan. Han var en moderne klassisk melodisk komponist, som inkorporerede elementer fra Asien og jazzen og mange andre utraditionelle musikgenre i sin musik.

## Udvalgte værker
- Symfoni nr. 1 (1956 Rev. 1971) - for orkester
- Symfoni nr. 2 "For friheden" (1956-1970) - for orkester
- Symfoni nr. 3 "Sinfonia Dolorosa" (Smertefuld symfoni) (1971-1975) - for orkester
- Symfoni nr. 4 “Sinfonia ecologica” (Økologisk symfoni) (1985) - for orkester
- Symfoni nr. 5 (1980) - for orkester
- SYmfoni nr. 6 "Sarek" (1988) - for orkester
- Symfoni nr. 7 "Menneskeheden - til minde om Dag Hammarskjöld" (1990) - for solister, kor og orkester
- Symfoni nr. 8 "Kroumata Symfoni" (1989-1992) - for orkester
- Symfoni nr. 9 "Overlevelse" (i en sats) (1996) - for orkester